# Riverdale (Casa de plantación)
Riverdale es una histórica casa de plantación ubicada cerca de Selma, Alabama, Estados Unidos. Los historiadores de la arquitectura la consideran «la casa más elegante y refinada de su época en el condado de Dallas».

## Historia
La casa fue construida en 1829 por Virgil H. Gardner, nativo del condado de Jones, Georgia para su novia, Margaret Loise Aylett de Virginia. Su hija, Mary Gardner, se casó en la casa en 1854 con Henry Quitman, hijo del exgobernador de Misisipi, John A. Quitman.
Tras la muerte de Virgil y Margaret Gardner durante la década de 1880, W. P. Watts compró la plantación. Houston Alexander vendió la casa y aproximadamente 1500 acres (607 ha) de la propiedad en 1961 a la Hammermill Paper Company. La empresa ofreció donar la casa a la sociedad histórica local con la condición de que fuera trasladada a otro lugar. La casa fue desarmada y trasladada durante la década de 1980 a un sitio cerca de la ruta estatal 22. El sitio de la antigua plantación es ahora la ubicación de una fábrica de International Paper, construida en 1965.
La casa se agregó al Registro Nacional de Lugares Históricos el 10 de septiembre de 1979.

## Descripción
La casa tiene una estructura de madera de dos pisos y fue construida en estilo federal. Tiene cinco bahías de ancho, con un pórtico con frontón de dos niveles que se extiende por la bahía central.